# Dolos (kreeftachtige)
Dolos is een geslacht van kreeftachtigen uit de klasse van de Malacostraca (hogere kreeftachtigen).

## Soort
- Dolos petraeus (A. Milne-Edwards, 1874)